# Сапово
Сапово (пол. Sapowo) — село в Польщі, у гміні Чижі Гайнівського повіту Підляського воєводства. Населення — 36 осіб (2011).

## Історія
У 1975—1998 роках село належало до Білостоцького воєводства.

## Демографія
Демографічна структура станом на 31 березня 2011 року:
|          | Загалом | Допрацездатний вік | Працездатний вік | Постпрацездатний вік |
| -------- | ------- | ------------------ | ---------------- | -------------------- |
| Чоловіки | 16      | 2                  | 10               | 4                    |
| Жінки    | 20      | 4                  | 8                | 8                    |
| Разом    | 36      | 6                  | 18               | 12                   |

У 1936 році в селі налічувалося 8 будинків та 45 мешканців. У 1959 році було 12 будинків, мешкало 43 особи.